# Nikolaus Leytner
Nikolaus Leytner (* 26. Oktober 1957 in Graz) ist ein österreichischer Filmregisseur und Drehbuchautor.

## Leben
Nikolaus Leytner wurde am 26. Oktober 1957 in Graz geboren. Er studierte von 1977 bis 1984 an der Hochschule für Musik und darstellende Kunst in Wien, Abteilung Film und Fernsehen, Regie bei Alfons Stummer und Axel Corti und Drehbuch bei Harald Zusanek. Seit 1984 arbeitet er als freier Autor und Regisseur in Wien. Er war 1989 Mitbegründer der österreichischen Filmproduktionsfirma Allegro Film. 2000 inszenierte er Die Nervensäge am Theater in der Josefstadt in Wien.
Im Jahr 2009 hat Nikolaus Leytner gemeinsam mit anderen österreichischen Filmschaffenden die Akademie des Österreichischen Films gegründet.

## Filmografie

### Regie und Drehbuch
- 1980: The Angels So Far (Kurzspielfilm/Kino)
- 1982: Mit meinen Händen, mit meinem Kopf (Dokumentarfilm/Kino)
- 1984: Fliehkraft (Kurzspielfilm/Kino)
- 1986: Paradise Ges.m.b.H. (Kino)
- 1990: Schatten im Rampenlicht (Dokumentarfilm/Kino)
- 1993: Ein Anfang von Etwas (Fernsehen)
- 1994: Schwarze Tage (Fernsehen)
- 1996: Schwarzfahrer (Kino)
- 1997: Spurensuche (Fernsehen)
- 1998: Drei Herren (Kino)
- 2000: Der Schuss (Fernsehen)
- 2003: Stärker als der Tod (Fernsehen)
- 2005: Die Entscheidung (Fernsehen)
- 2008: Ein halbes Leben (Fernsehen)
- 2010: Willkommen in Wien (Fernsehen)
- 2013: Die Auslöschung (Fernsehen)[3]
- 2015: Am Ende des Sommers (Fernsehen)
- 2016: Die Stille danach  (Fernsehen)
- 2018: Landkrimi – Der Tote im See
- 2018: Der Trafikant (Kino)
- 2019: Südpol
- 2022: Landkrimi – Zu neuen Ufern (Fernsehfilm)
- 2024: Trost und Rath – Tanz mit dem Teufel (Fernsehreihe)

### Nur Regie
- 2002: Der Bulle von Tölz: Schlusspfiff (Fernsehen)
- 2003: Der Bulle von Tölz: Malen mit Vincent (Fernsehen)
- 2006: Die Geschworene (Fernsehen)
- 2008: Der Besuch der alten Dame (Fernsehen)
- 2009: Der Fall des Lemming (Kino)
- 2010: Tatort – Operation Hiob (Fernsehen)
- 2012: Die lange Welle hinterm Kiel (Fernsehen)
- 2013: Zurück ins Leben (Fernsehen)
- 2013: Schon wieder Henriette (Fernsehen)
- 2015: Landkrimi – Der Tote am Teich[4]
- 2016: Die Kinder der Villa Emma (Fernsehen)
- 2019: Tatort – Baum fällt (Fernsehen)

### Nur Drehbuch
- 2016: Landkrimi – Drachenjungfrau

## Auszeichnungen
- 1981: Österreichischer Förderungspreis für Filmkunst (The Angels so far)[5]
- 1982 und 1984: Steirischer Filmpreis[6]
- 1992: Carl-Mayer-Drehbuchpreis der Diagonale (Schatz im Silbersee)[7]
- 1995: Erich-Neuberg-Preis (Ein Anfang von etwas)[8]
- 1995: Preis der SZ-Leserjury des Max-Ophüls-Preis (Ein Anfang von etwas)[9]
- 1995: Zweiter Spielfilmpreis des Filmfestivals Ludwigsburg (Ein Anfang von Etwas)[10]
- 1998: Publikumsbiber beim Filmfest Biberach (Die drei Herren)[11]
- 2009: Deutscher Fernsehpreis – Beste Regie (Ein halbes Leben)[12]
- 2010: Grimme-Preis für Buch und Regie von Ein halbes Leben
- 2010: Erich-Neuberg-Preis für Ein halbes Leben
- 2009: Fernsehpreis der Österreichischen Erwachsenenbildung für Buch und Regie von Ein halbes Leben
- 2013: 3sat-Zuschauerpreis für "Die Auslöschung"
- 2013: Fernsehpreis der Österreichischen Erwachsenenbildung gemeinsam mit Agnes Pluch für "Die Auslöschung"
- 2014: Thomas-Pluch-Drehbuchpreis (zusammen mit Agnes Pluch) für "Die Auslöschung"
- 2016: Fernsehpreis der Österreichischen Erwachsenenbildung in der Kategorie Fernsehfilm für Die Kinder der Villa Emma gemeinsam mit Agnes Pluch[13]